# Relations entre le Bangladesh et le Japon
Les Relations entre le Bangladesh et le Japon ont commencé en février 1972. Le Japon est le onzième importateur du Bangladesh ; 26 % de toutes les importations japonaises en provenance des pays les moins avancés, au second rang après celles du Cambodge. Les importations en provenance du Bangladesh comprennent des produits en cuir, du prêt-à-porter, et des crevettes. En 2004, le Japon est devenu le quatrième investisseur direct au Bangladesh, derrière les États-Unis, le Royaume-Uni et la Malaisie. Le Japon accroit ses relations avec le Bangladesh pour recevoir son soutien pour rejoindre le Conseil de sécurité des Nations unies, et s'assurer des marchés pour ses exportations. Le Japon est une source importante d'aide au développement du Bangladesh.